# 横浜市立桜丘高等学校
横浜市立桜丘高等学校（よこはましりつ さくらがおかこうとうがっこう）は、神奈川県横浜市保土ケ谷区桜ケ丘二丁目にある学年制の市立高等学校。

## 概要
大正時代最後に設立された高等女学校の流れを汲み、落ち着いた校風で知られる進学校。校名の通り、小高い丘の上に建ち、春には桜が咲き乱れる。所在地の表記は「桜ヶ丘」だが、学校名は「桜丘」である。愛称は「桜高」（おうこう）、もしくは「桜」（さくら）。地元住民は「桜高」（さくらこう）と呼ぶ。同窓会は「櫻丘会（おうきゅうかい）」。横浜市立高校としては横浜市立横浜商業高等学校に次ぐ歴史がある。
横浜市立高校のため、横浜市立大学への指定校推薦枠が存在する（他にも早慶上智の一部、GMARCHなどの難関私立大学がある）。公立高校入試の前期選抜導入時においては高倍率となることが多く、2004年、2005年、2007年と、普通科では県内トップであった。高大連携が進められ、横浜国立大学の講義が受講できる。2008年より「学力向上研究校」となり、希望者を対象に夏期講習・冬期講習が用意されている。2012年からは「進学指導重点校」に指定されており、国公立大学への進学が志向されている。
部活動では、1999年県大会準優勝の野球部、関東・東関東大会常連の吹奏楽部、インターハイや関東大会出場の弓道部、陸上競技部、ダンス部などが有名。かつては合唱部が1955年度の全国大会で優勝し、「合唱の桜丘」といわれた。バスケットボールの強豪であった時期もあり、特に高校総体女子バスケ出場回数は、県内では神奈川県立金沢総合高等学校に次ぐ13回である。全国に「桜丘高校」が多数存在するため、部活動の対外試合では「市立桜丘」あるいは「横浜桜丘」と表記することが多い。
2009年度から、日本IBM出身である天野真人が校長に就任した。
TBS系列ドラマ『Stand Up!!』、フジテレビ系列ドラマ『外交官・黒田康作』、2011年に藤澤ノリマサの楽曲『桜の歌』のMVが学内で撮影された。藤澤ノリマサはその年の卒業式予行演習にサプライズ登壇している。また、高校野球漫画『GRAND SLAM』のモデル校となっている。
2017年度から、ドイツ連邦共和国フランクフルト市の総合高校である、シューレ・アム・リードと姉妹校として提携している。

## 職員勤務時間
開始時刻は午前8時、終了時刻は午後4時30分。

## 沿革

### 年表
- 1926年11月 - 現在の桜台小学校の場所に程谷町立実科高等女学校として設立。男子校（当時）の市立商業（現・横浜市立横浜商業高等学校）に対応する実科女学校という位置付けであった[7]。
- 1927年4月 - 市町合併により横浜市に移管、開校する。横浜市立程谷家政女学校が併設される。
- 1927年5月 - 横浜市立実科高等女学校と改称。
- 1934年4月 - 横浜市立高等女学校となる。
- 1936年4月 - 併設の家政女学校は実業学校令により2年制の横浜市立高等家政女学校となる。
- 1942年3月 - 横浜市立高等家政女学校廃止。
- 1945年4月 - 横浜市立第一高等女学校と改称する。
- 1948年4月 - 横浜市立桜丘高等学校と校名を改める。
- 1950年4月 - 男女共学化。小学区（一区一校）制導入。
- 1954年8月 - 現在の場所に新校舎が完成。
- 1956年3月 - 横浜市立桜丘高等学校幸ヶ谷分校廃校。
- 1958年11月 - 雍仁親王妃勢津子御来校。
- 1959年7月 - 柔道場「尚道館」落成のこけら落としが挙行される。
- 1963年4月 - 中学区制導入。本校は希望ヶ丘、平沼、戸塚の各校とともに、横浜中部学区に所属する。
- 1981年4月 - 学区改編。改編版横浜中部学区に所属する。
- 2003年4月 - 2学期制となる。
- 2004年4月 - 単位制を導入。学区が横浜市全域に変更される。
- 2008年4月 - 横浜市教育委員会から「学力向上研究校」に指定される。指定期間は2年間。
- 2009年4月 - 民間人校長である天野真人（日本IBM）が二十代目の校長に就任した。
- 2012年4月 - 横浜市教育委員会から「進学指導重点校」に指定される。学年制、3学期制に移行。
- 2017年11月 - ドイツ連邦共和国フランクフルト市の総合高校である、シューレ・アム・リードと姉妹校として提携する。同年創立90周年。
- 2020年4月 - 第75期生入学を機に制服のデザインが一新される。特に、男子の制服改定は本校史上初の試み。
- 2023年4月 - 第78期入学生から希望制で「教員養成講座～桜ACEプログラム～」を二単位で開講。3年間を通して履修する。

※併設の家政女学校（程谷町立女子実業補習学校として創立）も本校の母体のひとつである。そちらを基準にすると、本校の歴史は1912年まで遡ることができる。

## 校歌
- 『旧高等女學校校歌』（作詞：大地義治、作曲：下総皖一）
- 『横浜市立桜丘高等学校校歌』（作詞：福田正夫、作曲：高田三郎）

※この他に第二校歌も存在しているが、現在ではほとんど演奏の機会はない。

## 交通
- 相模鉄道本線 星川駅より徒歩約15分。横浜市営バス22・25・125系統 桜丘高校前バス停下車。所要時間15分。
- JR 保土ケ谷駅西口より横浜市営バス25・127・22系統 桜丘高校前バス停下車。所要時間10分。

## 著名な出身者

### 芸能
- 石塚英彦（お笑い芸人、「ホンジャマカ」メンバー）[8]
- 板野成美（女優）
- おすぎ（映画評論家、タレント）
- 鬼武みゆき（ジャズピアニスト）
- 三遊亭遊史郎（落語家）
- ダーク広和（マジシャン、日本奇術協会理事）
- 高橋竜（ベーシスト、作曲家、プロデューサー）
- 椿真由美（女優、声優）
- 中西美帆（女優）
- 中村由利子（作曲家、ピアニスト）
- ピーコ（ファッション評論家、タレント）
- 星野靖彦（作曲家）
- 成田ハネダ（作曲家、 パスピエのメンバー）

### スポーツ
- 阿波野秀幸（読売ジャイアンツコーチ、野球解説者、元プロ野球選手）[9]
- KAI（プロレスラー）
- 小林ゆき（二輪ジャーナリスト）
- 前川芳男（元プロ野球審判員）
- 宮田仁（元社会人野球選手、元野球日本代表）
- 安田裕希（社会人野球選手、Nbuy硬式野球部）[10]

### 文化
- 荒瀬牧彦（作家、カンバーランド長老教会牧師）
- 菊池仁（書評家、アンソロジスト）
- きたやまようこ（絵本作家、翻訳家）
- 黒碕薫（小説家、脚本家）
- すぎ恵美子（漫画家）

### 学術・教育
- 今西一男（福島大学行政政策学類准教授）
- 田中實（東海大学理学部教授）
- 中条忍（青山学院大学名誉教授）

### マスコミ
- 安東弘樹（フリーアナウンサー）
- 佐藤紀子（元テレビ朝日アナウンサー）
- 浜家輝雄（フリーアナウンサー、倉敷芸術科学大学客員教授）

### 政治・行政
- 上田晃弘(公明党広報宣伝局長、元衆議院議員)
- 涌井洋治（アフィニス文化財団理事長、元大蔵省主計局長、元JT会長）

### 財界
- 高橋圭一（実業家、声優、俳優）
- 山本良一（J.フロント リテイリング取締役会議長、日本百貨店協会副会長、元大丸松坂屋百貨店代表取締役社長）

### その他
- 川合秀実（プログラマ、OSASK計画代表、作家）

## 著名な教職員
- 上総英郎（元国語科教諭、文芸評論家）
- 千葉聡（元国語科教諭、歌人、作家、作曲家）[11]
- 村上春樹（元副校長、国文学者）

## 姉妹校

### ドイツ姉妹校
- フランクフルト市シューレ・アム・リード

## 設備
公立高校でありながら、設備が充実している。
- グラウンド - 野球の公式試合ができる。夜間照明付き。グラウンドのほかにテニスコートとハンドボールコートがあり、テニスコートはオムニコート2面とハードコート1面の計3面ある。
- 天文台 - 屋上に直径5メートルほどのドーム式天文台がある。天文部が部活動で主に使用している。地学及び地学基礎の授業では使われない。
- 食堂 - 昼休みに営業。定食・丼物、そば、うどんなどが販売されている。
- 購買 - パンやコロッケが購入できる。
- 第一体育館 - 通称「一体（いちたい）」。メインフロアの他に柔道場「尚道館」・剣道場（ダンス場）・保健科教室がある。
- 第二体育館 - 通称「二体（にたい）」。卓球場・トレーニングルームも併設されている。
- 弓道場 - 弓道部が使用。授業では使われない。
- 部室棟 - 各運動部の部室がある。屋上はプールとなっており、水泳部のほか体育の種目選択によっては授業で一般生徒が使うこともある。
- LL教室 - 「英語表現」「（新課程では）論理・表現」などの授業で使用される。
- 情報処理室・第二情報処理室 - 「社会と情報」「（新課程では）情報I」の授業において使用される。
- 図書館 - 図書室ではなく、独立した図書館を持つ。
- 小講堂 - 体育館の他に舞台付きの講堂も独立して存在する。主に、SBC部（軽音楽部）がライブの際に使用する。
- 準備室 - 教師は教科毎に独立した「準備室」（国語科準備室など）、あるいは事務などに特化した「企画室、進路室」に在室している。「校務センター」という場所で、部室の鍵の一括管理、打ち合わせなどが行われるが、教師が一堂に会する場所としての「職員室」は存在しない。
- 自動販売機 - ドリンクが買える自動販売機が中庭に６機、生徒ホールに１機とセブンティーンアイスが生徒ホールに１機設置されている。ジュースも販売されている。
- トイレ - 計１８か所に設置されている。